# Maconkai-víztározó
A Maconkai-víztározó a Mátra hegység lábánál terül el, Nógrád vármegye legnagyobb felületű állóvize, mely a Zagyva folyón létesült, Bátonyterenye-Maconka és Dorogháza határán. Magyarország egyik legnépszerűbb szabadidő- és halastava, számos kitüntető cím, elismerés és versenycsúcs birtokosa, nemzetközileg is ismert.

## Területe
Kezelt védterülete 81,80 ha.
Maximális vízfelülete 58,00 ha, hét tóegysége:
- Maconkai-víztározó (fő tározótér) 38,31 h
- "Kis-Maconka" (előtározó)  9,11 ha
- II. tó 1,92 ha
- III. tó 6,06 ha
- IV. tó 0,31 ha
- V. tó (Rekord-tó) 1,30 ha
- VI. tó (Élmény-tó) 0,99  ha[2]

## Átlagmélységei
- Maconkai-víztározó (fő tározótér) 2,2 méter (maximális mélység 5 méter)
- "Kis-Maconka"(előtározó) 1,5 méter (maximális mélység 2,3 méter)
- II. tó 1,8 méter (maximális mélység 2,3 méter)
- III. tó 1,4 méter (maximális mélység 1,8 méter)
- IV. tó 1,6 méter (maximális mélység 2 méter)
- V. tó (Rekord-tó) 2,2 méter (maximális mélység 3,5 méter)
- VI. tó (Élmény-tó) 1,4 méter (maximális mélység 2 méter)[2]

## Fenékviszonyai
Gyengén iszapos, a kotrott területeken homokos-sóderes, helyenként kisebb nádtorzsák, tuskók, kagylópadok.

## Története
A létrehozására az első tervek, a Kisterenyei és a Mátraverebélyi tározókéval együtt az 1970-es években a „Zagyva tározós vízrendezése” beruházási program keretében készültek el.
1975-ben a Zagyva folyó felduzzasztásával (153+120 fkm-ben) alakították ki. Dombvidéki jellegű, közepes nagyságú, földanyagú völgyzárógáttal és hossztöltéssel, melyet a Kisterenye–Kál-Kápolna-vasútvonal és a 23-as főút határol. Az üzemeltetési engedélyt 1977-ben adták ki.
A vízgyűjtő terület 40%-a erdővel borított, a Mátra északnyugati és a Cserhát keleti lejtője tartozik ide, mérete 176,7 m2. 
A tározó teljesítőképessége árvízcsúcs-csökkentésre 1 123 000 m3, ivóvíz tározásra 781 000 m3. A tározó alvízi szelvényén mindenkor tovább engedendő ökológiai vagy élővíz mennyisége 30 l/s.
A tározó fő feladatként árvízvédelmi célokat szolgál, de biztosítja a Bátonyterenyei Vízmű Kft. nyersvíz szükségletét, valamint turisztikai, elsősorban horgász központ is. 
Csak egyszer volt eddig szükség komoly árvízvédelemre, melyre 1999-ben került sor, amikor a folyamatos esőzések miatt a vízszint emelkedés több esetben a 1,5 métert is meghaladta. A tárazó alatti mederszakaszon a víz kiöntött Bátonyterenyén. A gátak védelmében a zsilipeket ki kellett nyitni, aminek következtében jelentős mennyiségű hal is kiúszott a tározóból.
A tárazó az 50%-os területnövekedéssel, 2002-ben Nógrád megye legnagyobb felületű állóvize lett. Emelt szintű előtárazót, tározó szigeteket, külön horgásztatható tórészleteket, öblöket és két versenypályát is létrehoztak, mely kiválóan alkalmas horgászati és egyéb szabadidős célokra is.
2007. február 20-án horgászati hasznosításra megállapodás született a Közép-Duna-völgyi Vízügyi Igazgatóság (KDV-VIZIG) a tározó halászati hasznosítója és a Bátonyterenye-Maconka Szabadidő és Sporthorgász Egyesület (BSHE) között. (A BSHE 2006 óta a Bátonyterenyei Bányász Horgász Egyesület jogutódja.) A vízszintszabályozás, vízszinttartás, a tározó töltéseinek állagvédelme, a műtárgyak kezelése a KDV-VIZIG feladata, a horgászat ennek figyelembevételével folytatható.
A közös megállapodásban többek között rögzítették, hogy a tározóban összesen 630 000 m3 víz tározható, valamint 1 170 000 m3 tározóteret esetleges árvíz befogadására mindenkor szabadon kell hagyni. Árvíz esetén a halállományban történő kárt az üzemeltető viseli. Rögzítették, hogy hol végezhető horgászati tevékenység, valamint azt is, hogy a halak etetése csak olyan mértékű lehet, ami nem rontja a vízminőséget.

## Fejlesztések
Az elmúlt években rengeteg nagy beruházású fejlesztést hajtottak végre. A legjelentősebb felújítás a 2010-2011 között végzett, Észak-magyarországi Operatív Program (ÉMOP) pályázata „A jelen lehetőségei a jövő értékei – a Maconkai-víztározó környezetvédelmi-vízügyi fejlesztése” című EU pályázati projekt keretében az Önkormányzat vezette Partneri Együttműködés segítségével 445,7 millió forint vissza nem térítendő támogatásból megvalósított fejlesztés volt. A beruházás 2010. márciusában kezdődött és 2011. májusára fejeződött be. A munkavégzéssel közvetlenül nem érintett részek eközben is üzemeltek.  
Az üzemeltető Bátonyterenye-Maconkai Szabadidő- és Sporthorgász Egyesület (BSHE) nonprofit alapon 29 éve működik, így 100%-ban tudja a bevételeit a víztározó fenntartására, üzemelésére fordítani.

### A felújítások fontosabb munkálatai
- 200 000 m3-en, víz alatt és szárazon földkitermelés, töltés építés, tározó és hidromechanizációs kotrási munkálatok.
- 1 km hosszúságban zagygátak és zagykazetták építése.
- 1000 méter partrendezés és parti sáv védelem.
- Gátépítés és megerősítés, 1090 méteren partmeder burkolással hullámvédelem.
- Zsilipek, áteresztők, árasztók felújítása.
- Árvízi kapacitás megőrzése, a kisvízi biztonság fokozása.
- 1200 méteren az árvízvédelmi gátakon út és nyomópadka építés.
- A felhalmozódott iszap eltávolítása, a vízminőség javítása.
- 100 m hordalékfogó víz alatti betonozással, sajtolt cölöpökkel.
- Új tórészlet kialakítása.
- Tórészletek egységesített zsiliprendszere.
- A víz mechanikus és gravitációs keringetése.
- Ivadékbölcsők, védett részek kialakítása.
- A halelúszások megakadályozása.
- Partszakaszok építése, vízi műtárgyak rekonstrukciója.
- 2000 méter kerítés, elektronikus beléptető rendszeres sorompók, tiltólámpás automata, távvezérelt kamerarendszer kiépítése.
- Vízminőség vizsgáló monitoring rendszer.[6][10][11]

## Tulajdonviszonyok
- A víztározó kizárólagos tulajdonosa: Magyar Állam
  - Fő tulajdonosi jogok gyakorlója: MNV Zrt.
  - Vagyonkezelő, vízügyi üzemeltető: Közép-Duna-völgyi Vízügyi Igazgatóság (KDV-VIZIG)
- Illetékes, felelős, védterület részének tulajdonosa: Bátonyterenye Város Önkormányzata
  - Pénzügyileg érdekelt: helyi Víz- és Csatornamű Kft.
- Halászati és rekreációs hasznosító, védterület részének tulajdonosa : Bátonyterenye - Maconkai Szabadidő- és Sporthorgász  Egyesület (BSHE)[11]

## Növényzete
A szigeteken fűzfák, a partok mentén nád, gyékény, mocsári nőszirom, virágkáka, néhol tündérfátyol, elvétve káka, hínár, tavirózsa, vízitök, és nyílfű nő.

## Állatvilága
A vízben több békafajta, mocsári – és ékszerteknős, vidra, madarak közül szürke gém, vadkacsa, szárcsa, barnakánya, jégmadár, néha hattyú, nílusi lúd, fekete gólya, szárazföldi emlősök közül róka és mosómedve él itt. 
A tó nyugati vége nádas, mocsaras, Nógrádban egyedül itt fészkes bütykös hattyú. A vízimadarak közül előfordul a búbos és kis vöcsök, valamint tőkés réce is.

## Halfajai

### Fő tározótér (35 halfaj)
Amur, Angolna, Aranyhal, Aranykárász, Balin, Bodorka, Busa (hibrid), Compó, (Csapó) sügér, Csuka, Dévérkeszeg, Ezüstkárász, Fejes domolykó, (Fogas) süllő, Harcsa, Itáliai tok (hibrid), Jászkeszeg, Karikakeszeg, Kecsege, (Kínai) razbóra, Koi ponty, Kősüllő, Laposkeszeg, Márna, Naphal, Ponty, (Szélhajtó) küsz, Széles durbincs, Szilvaorrú keszeg, Szivárványok ökle, Törpeharcsa, Vágó durbincs, Veresszárnyú, Vicsege (hibrid), Volgai tok (hibrid).

### Előtározó (I.) (31 halfaj)
Amur, Aranykárász, Balin, Bodorka, Busa (hibrid), Compó, (Csapó) sügér, Csíkos sügér, Csuka, Dévérkeszeg, Ezüstkárász, Fejes domolykó, Fekete amur,  Fekete sügér, Fenékjáró küllő, (Fogas) süllő, Harcsa,  Jászkeszeg, Karikakeszeg,  Kövi csík, Kősüllő,  Menyhal, Naphal, Nyúldomolykó, Pettyes harcsa, Ponty, (Szélhajtó) küsz, (Sziv.) pisztráng, Törpeharcsa,  Vágó csík, Veresszárnyú.

### II. tórészlet (23 halfaj)
Amur, Aranyhal, Aranykárász, Balin, Bodorka, Busa (hibrid), Compó, (Csapó) sügér, Csuka, Dévérkeszeg, Ezüstkárász, (Fogas)süllő,  Harcsa, Jászkeszeg, Karikakeszeg, (Kínai) razbóra, Kősüllő, Ponty, (Szélhajtó) küsz, Szilvaorrú keszeg, Törpeharcsa, Vágó durbincs, Veresszárnyú.

### III. tórészlet (24 halfaj)
Amur, Angolna, Aranyhal, Aranykárász, Balin, Bodorka, Busa (hibrid), Compó, (Csapó) sügér, Csuka, Dévérkeszeg, Ezüstkárász, (Fogas)süllő, Harcsa, Karikakeszeg, (Kínai) razbóra, Kősüllő, Menyhal, Ponty, (Szélhajtó) küsz, (Sziv.) pisztráng,  Törpeharcsa, Vágó durbincs, Veresszárnyú.

### IV. tó  (19 halfaj)
Amur, Aranyhal, Aranykárász, Bodorka, Compó, Csuka, Dévérkeszeg,  Ezüstkárász, (Fogas)süllő, Karikakeszeg, Koi ponty, Kősüllő, Laposkeszeg,  Ponty, (Szélhajtó) küsz, Vágó durbincs, Veresszárnyú, Harcsa, Volgai tok (hibrid).

### Rekord tó (V.) (35 halfaj)
Amur, Aranyhal, Aranykárász, Balin, Bodorka, Busa (hibrid), Compó, (Csapó) sügér, Csuka, Dévérkeszeg, Ezüstkárász, Fehér tok (hibrid), Fekete amur, (Fogas)süllő, Harcsa, Itáliai tok (hibrid), Jászkeszeg, Karikakeszeg, Kecsege, Kisszájú buffalo, Kősüllő, Laposkeszeg, Lapátorrú tok, Lénai tok (hibrid), Márna, Menyhal, Naphal, Pettyes harcsa, Ponty, (Szélhajtó) küsz, Vágó durbincs, Vágótok, Veresszárnyú, Vicsege (hibrid), Volgai tok (hibrid).

### Élmény tó (VI.) (22 halfaj)
Aranykárász,  Bodorka, Compó, (Csapó) sügér, Csíkos sügér, Csuka, Dévérkeszeg, Ezüstkárász, Fekete amur, Fekete sügér, (Fogas)süllő, Harcsa, Karikakeszeg, (Kínai) razbóna, Koi ponty, Kősüllő, Laposkeszeg, Naphal, Ponty, (Szélhajtó) küsz, Vágó durbincs, Veresszárnyú.

## Helyi halfogási rekordok
1993:
ezüstkárász 3,25 kg, süllő 8 kg
1998:
amur 16 kg, busa 31 kg
2001:
szilvaorrú keszeg, 0,86 kg
2002:
csuka 16,18 kg
2003:
dévérkeszeg 3,05 kg, tükörponty 18,55 kg
2004:
balin 7,54 kg, kecsege 4,09 kg, márna 4,44 kg, nyurgaponty 16,29 kg
2005:
angolna 1,05 kg, bőrponty 15,52 kg, kecsege 4,09 kg, lénai tok 6,15 kg, márna 4,44 kg
2006:
compó 1,96 kg, harcsa 19,16 kg, koi ponty 11,1 kg, menyhal 1,16 kg, pisztrángsügér 1,15 kg, szilvaorrú keszeg 0,86 kg, tőponty 20,22 kg, vágótok 10,57 kg, volgai tok 3,1 kg
2008:
angolna 2,02 kg, jászkeszeg 1,26 kg, pisztráng 0,42 kg
2011:
bőrponty 17,8 kg, fehér busa 31,2 kg
2012:
törpeharcsa 0,38 kg, vágótok 12,62 kg
2013:
aranyhal 1,86 kg, aranykárász 1,13 kg, bodorka 0,79 kg, dévérkeszeg 3,66 kg, fehér tok 14,19 kg, karikakeszeg 0,93 kg, laposkeszeg 0,69 kg, lénai tok 8,02 kg,
2014:
amur 16,95 kg, compó 3,04 kg, csíkos sügér 0,55 kg, fekete amur 12,68 kg, harcsa 81,5 kg, kősüllő 0,75 kg, pettyes harcsa 4,67 kg, süllő 9,25 kg, veresszárnyú keszeg 0,54 kg
2015:
csapó sügér 0,63 kg, csuka 16,16 kg, garda 0,26 kg, itáliai tok 15,9 kg, koi ponty 13,77 kg, lapátorrú tok 16,04 kg, spanyol ponty 13,55 kg
2016:
nyurgaponty 21,22 kg, tőponty 23,35 kg, tükörponty 25,92 kg, vicsege 2,55 kg, volgai tok 11,62 kg

## Szolgáltatásai

### Díjmentesen igénybe vehető szolgáltatások
- A főbejárati aszfaltozott parkoló.
- A déli parti útszakaszokon, táblákkal megjelölt két aszfaltozott parkoló.
- A II. tórészlet horgászati szakasza melletti betonút.
- A déli parton vizesblokk (WC-k, hideg-meleg vizes zuhanyzók, ivókút, mozgáskorlátozott részleg).
- Az északi parton mobil WC-k.
- Közvilágítás a déli partszakaszon, a szigeteken és a Rekord-tavon.
- Helyi meteorológia állomás.
- Pihenő pagodák, padok, tűzrakó helyek.
- Webkamera.
- Hírlevél, fórum, rekordlista.
- 24 órás információ.[2][8][12]

### Díjkötelesen igénybe vehető szolgáltatások
- A belső terület aszfaltozott utainak és parkolóinak használata.
- Csónak használat.
- Sátorozási lehetőség közvetlenül a horgászállás mellett.
- Helyfoglalóknak áramfelvételi lehetőség.
- Hosszabbító kölcsönzés.
- Kiegészítő horgászfelszerelés kölcsönzés.
- Etetőanyag és csalivásárlási lehetőség.
- Büfé
- Ételkiszállítás közvetlenül a horgászhelyekre.
- Családi és céges rendezvények megszervezése.[2][8][12][16]

## Megközelítése
A tározó Maconkától északra terül el a 23-as főút és a 2409-es közút találkozásánál.

## Képgaléria

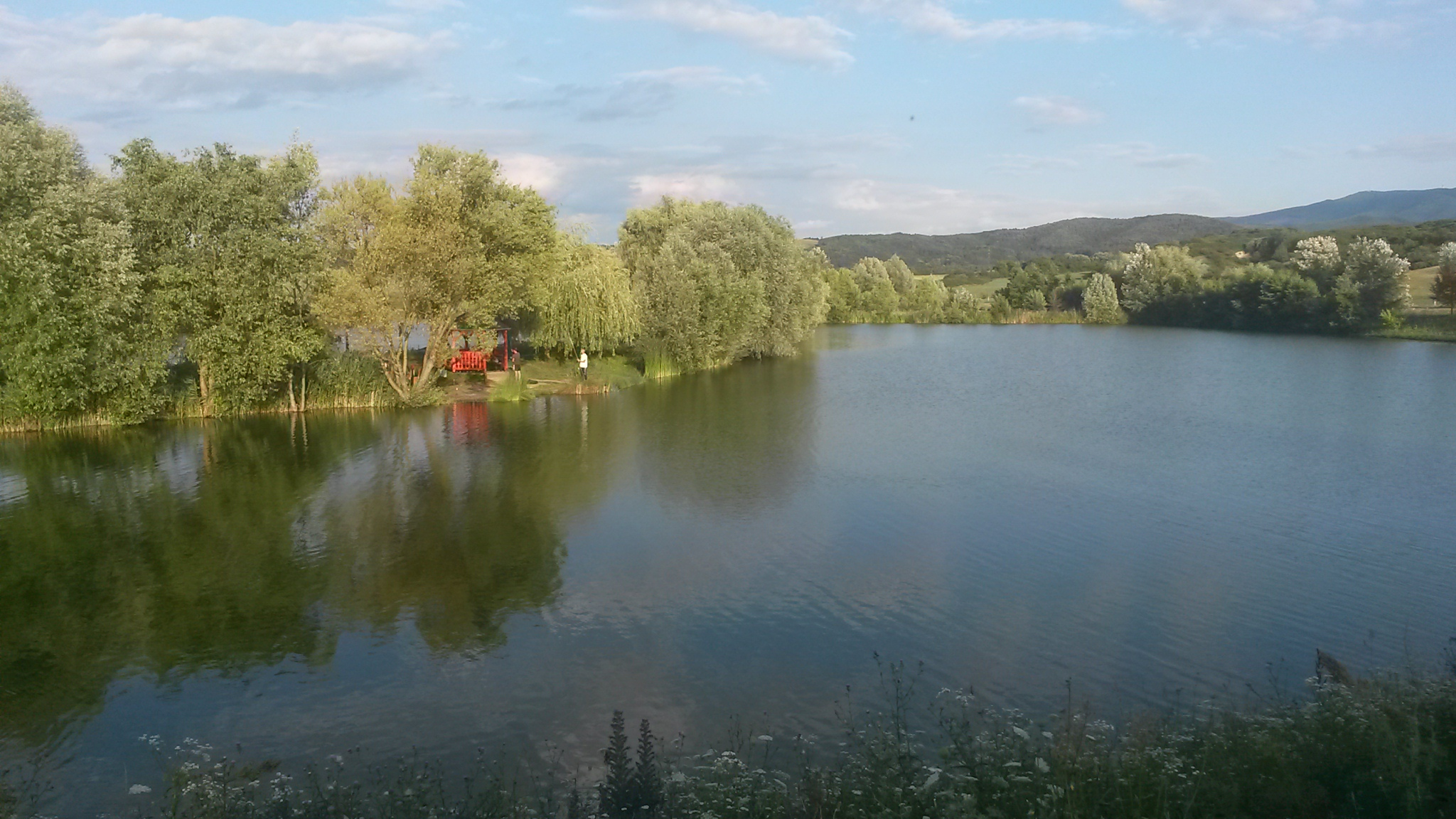
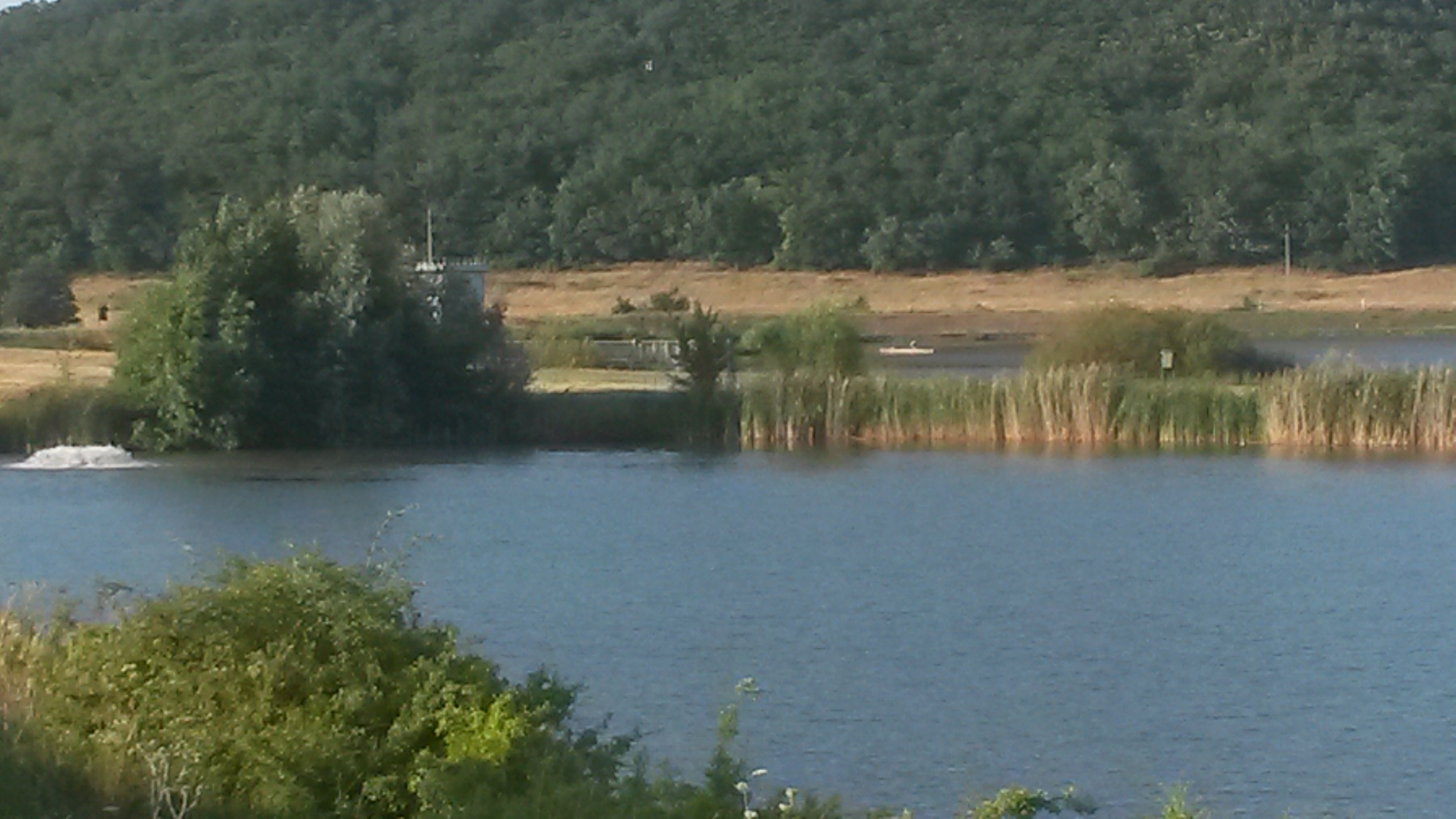
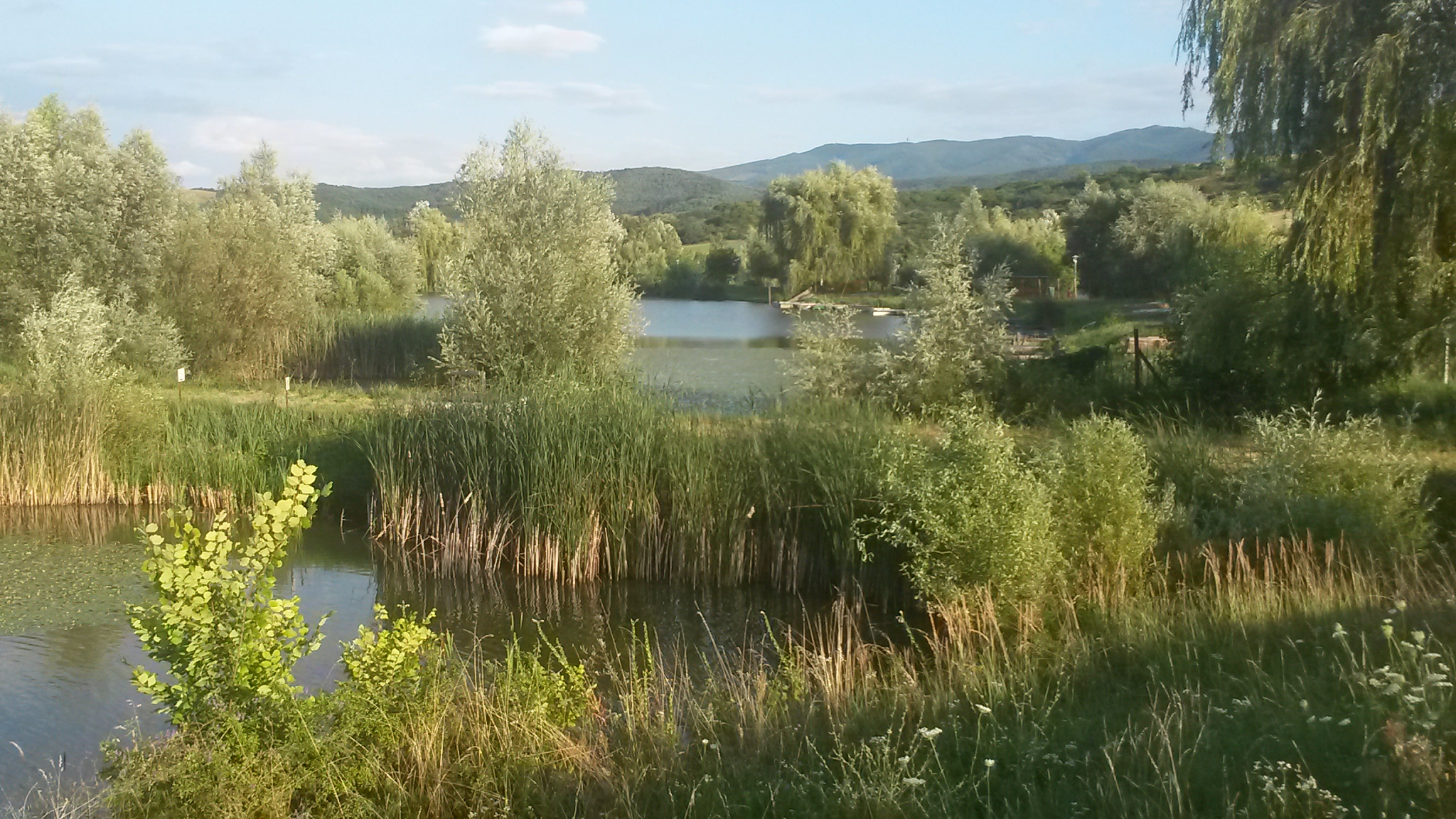
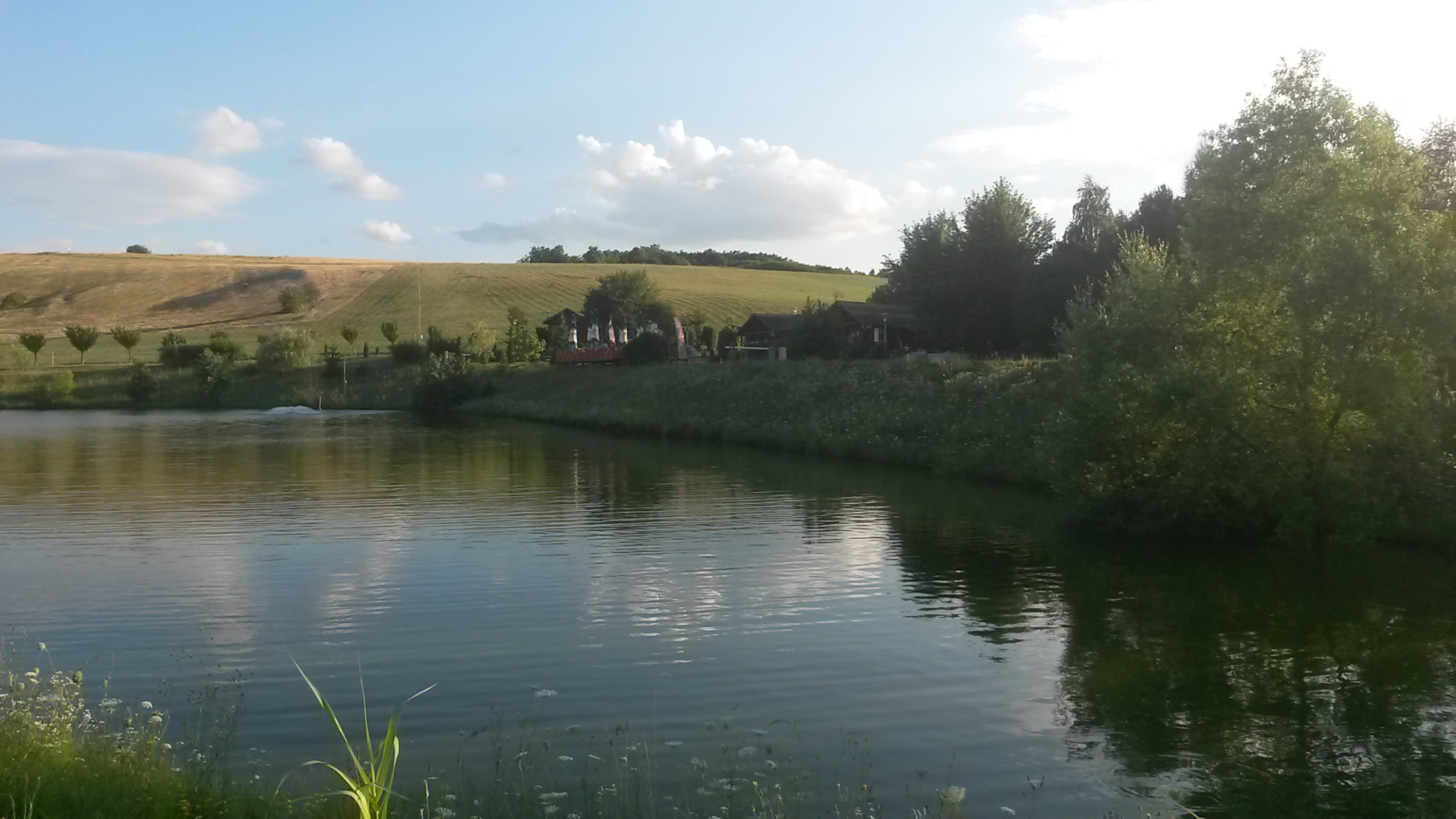
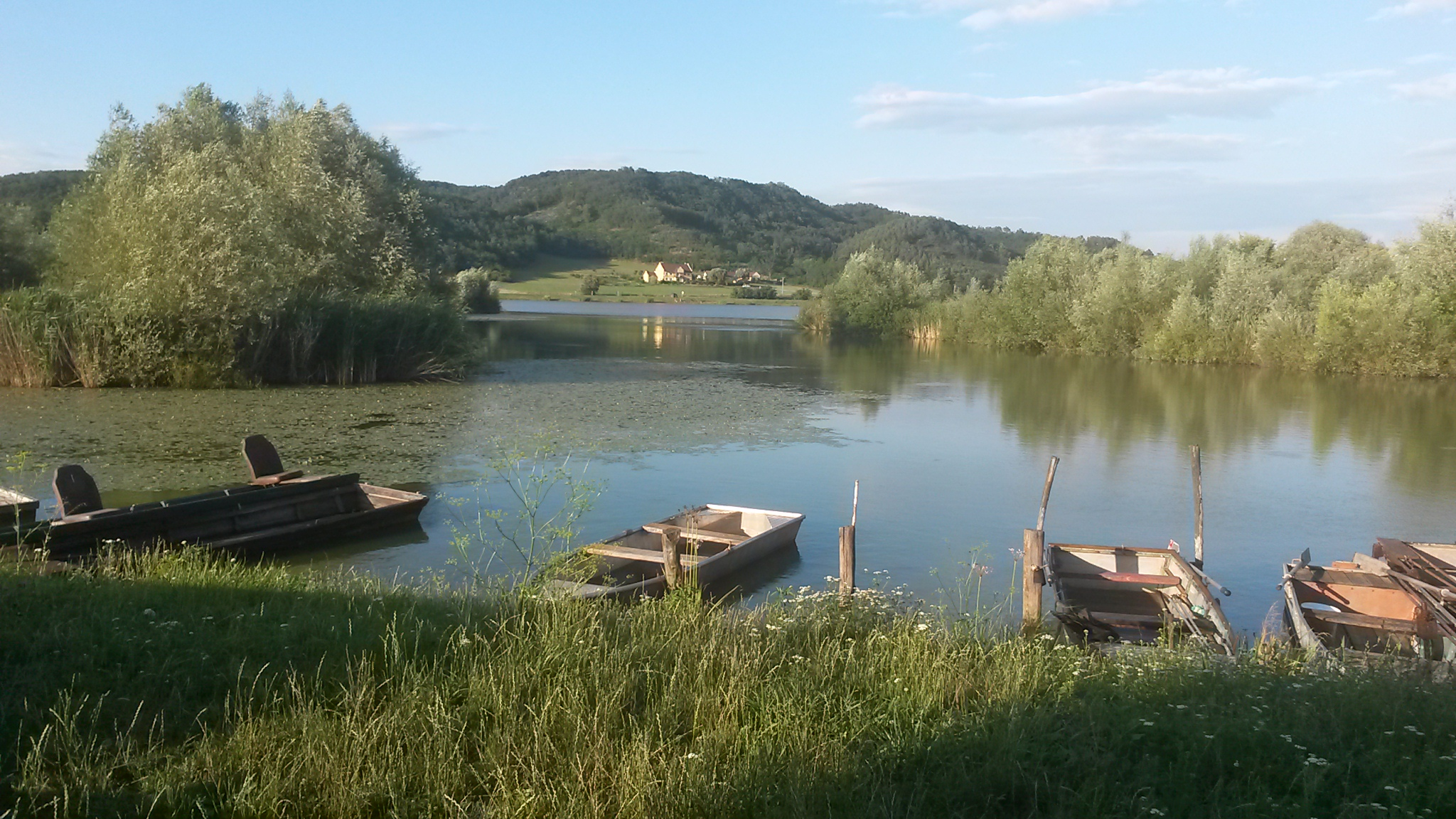
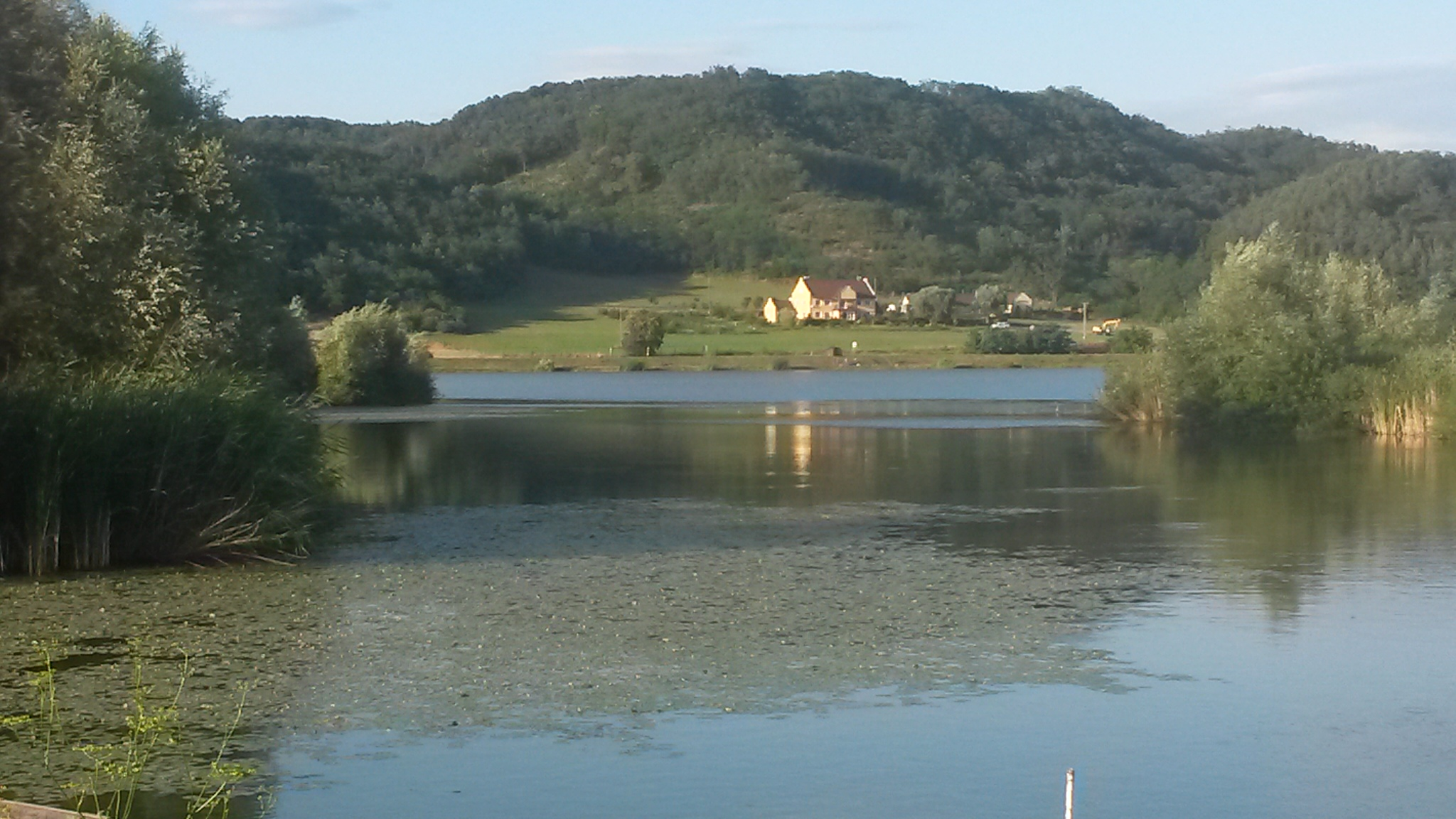
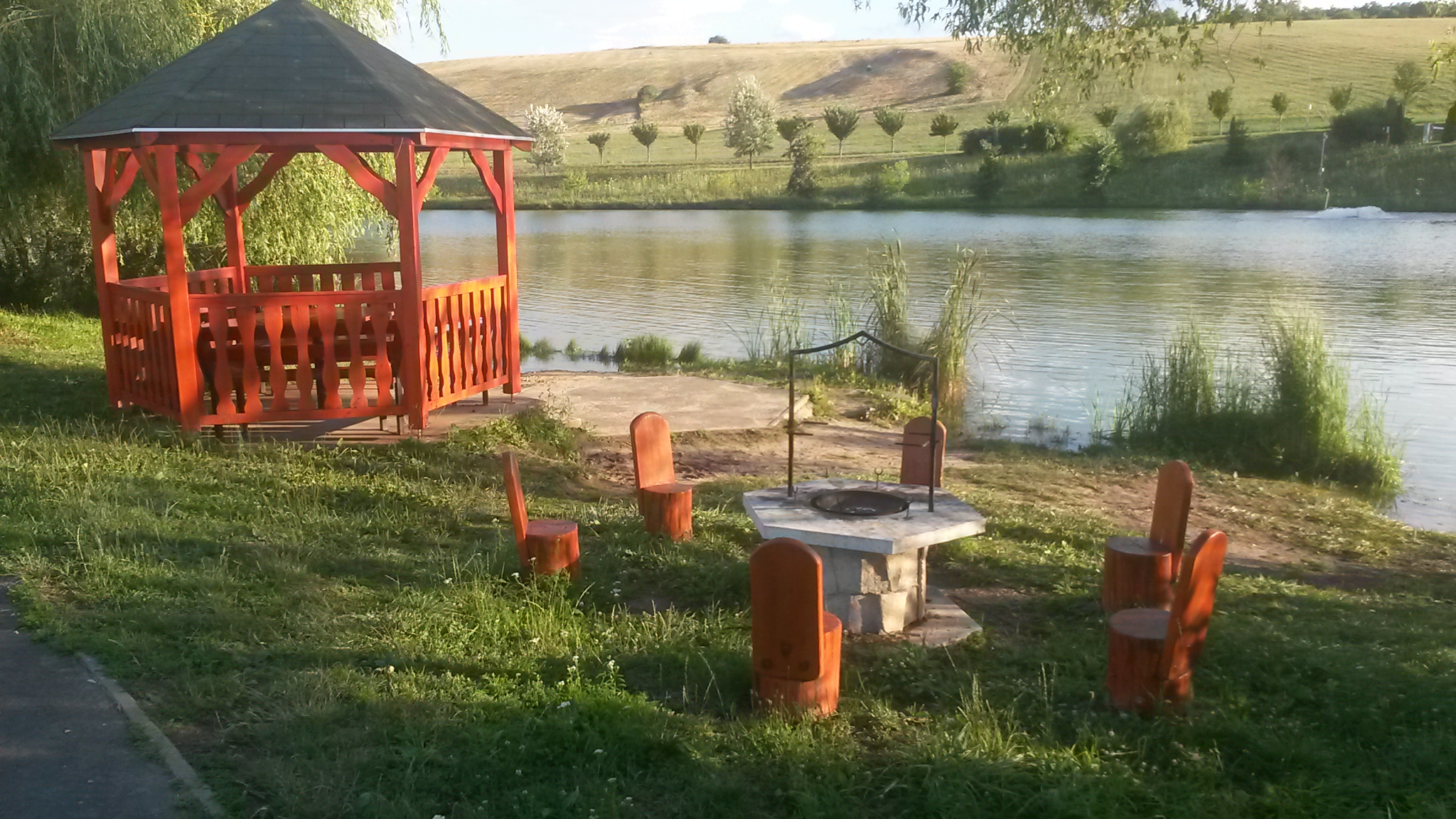
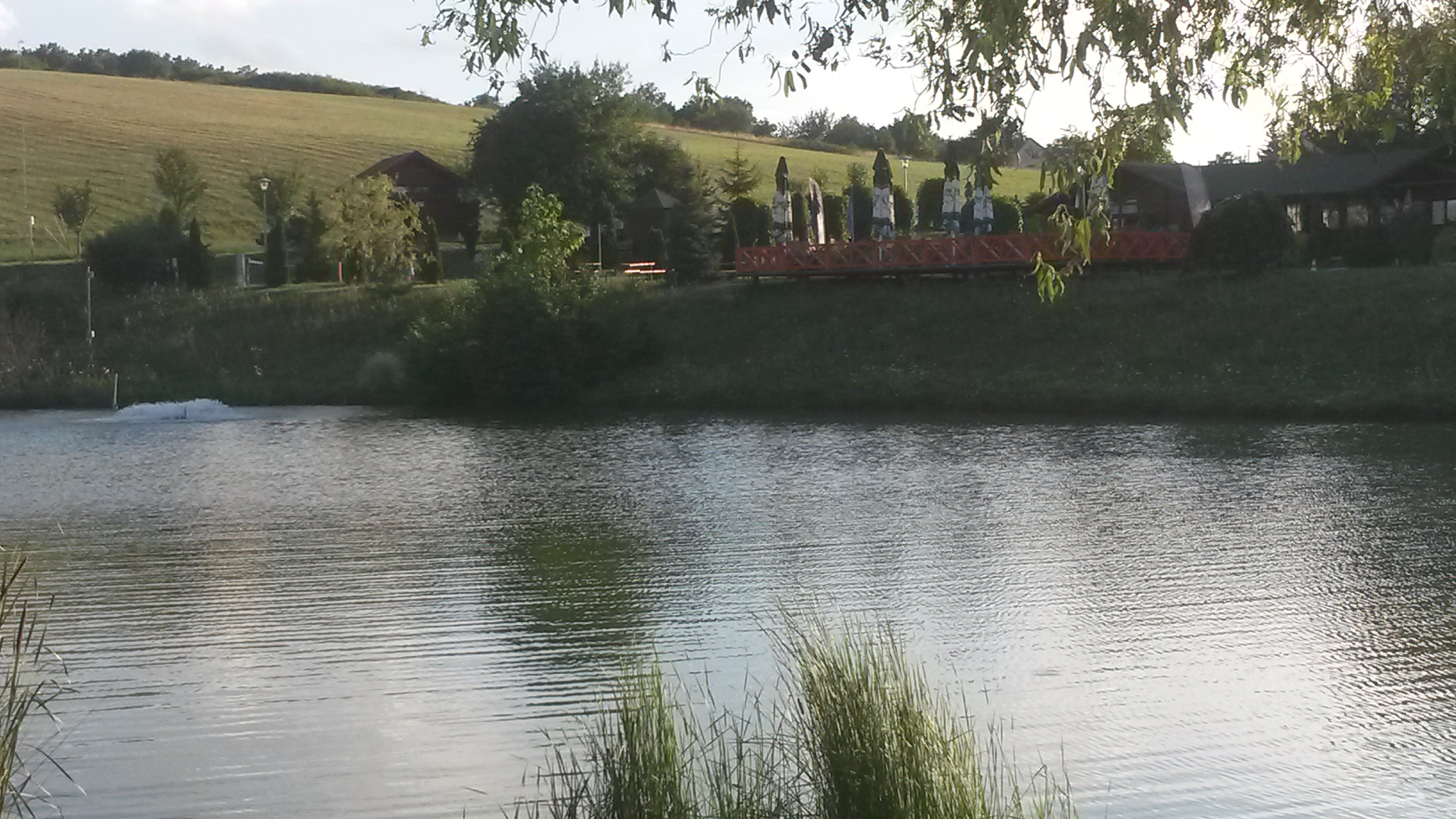

## Légi felvételek

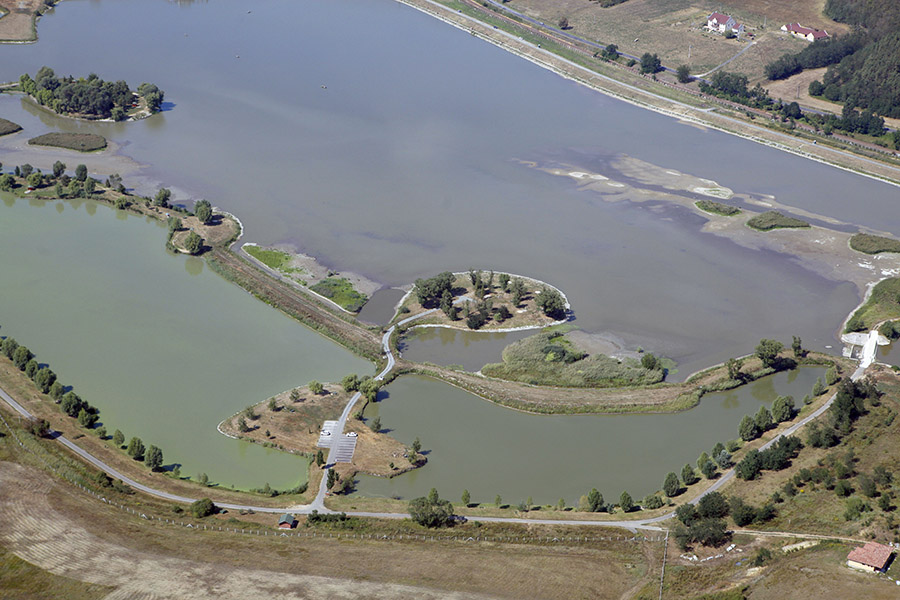
Maconkai-víztározó légi felvételen
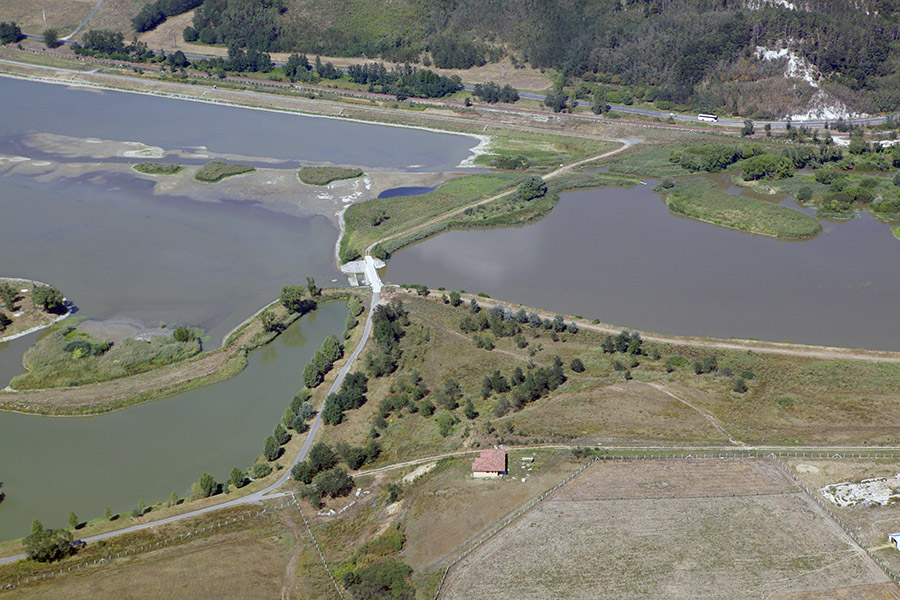
Maconkai-víztározó légi fotón
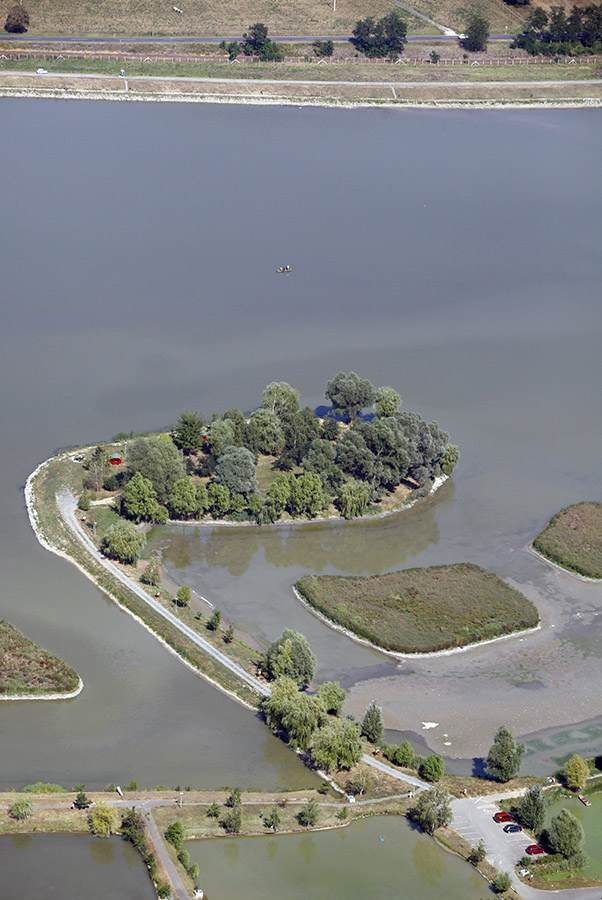
Maconkai-víztározó madártávlatból
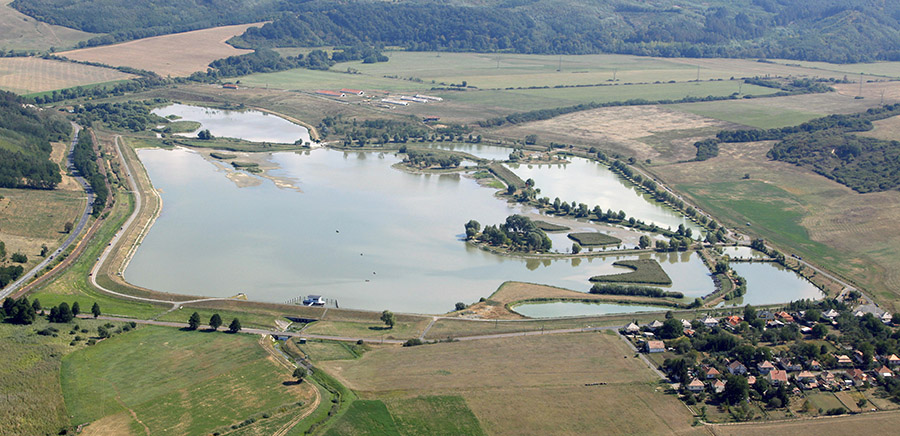
Maconkai-víztározó a magasból